# 줄리어스 시저 (희곡)

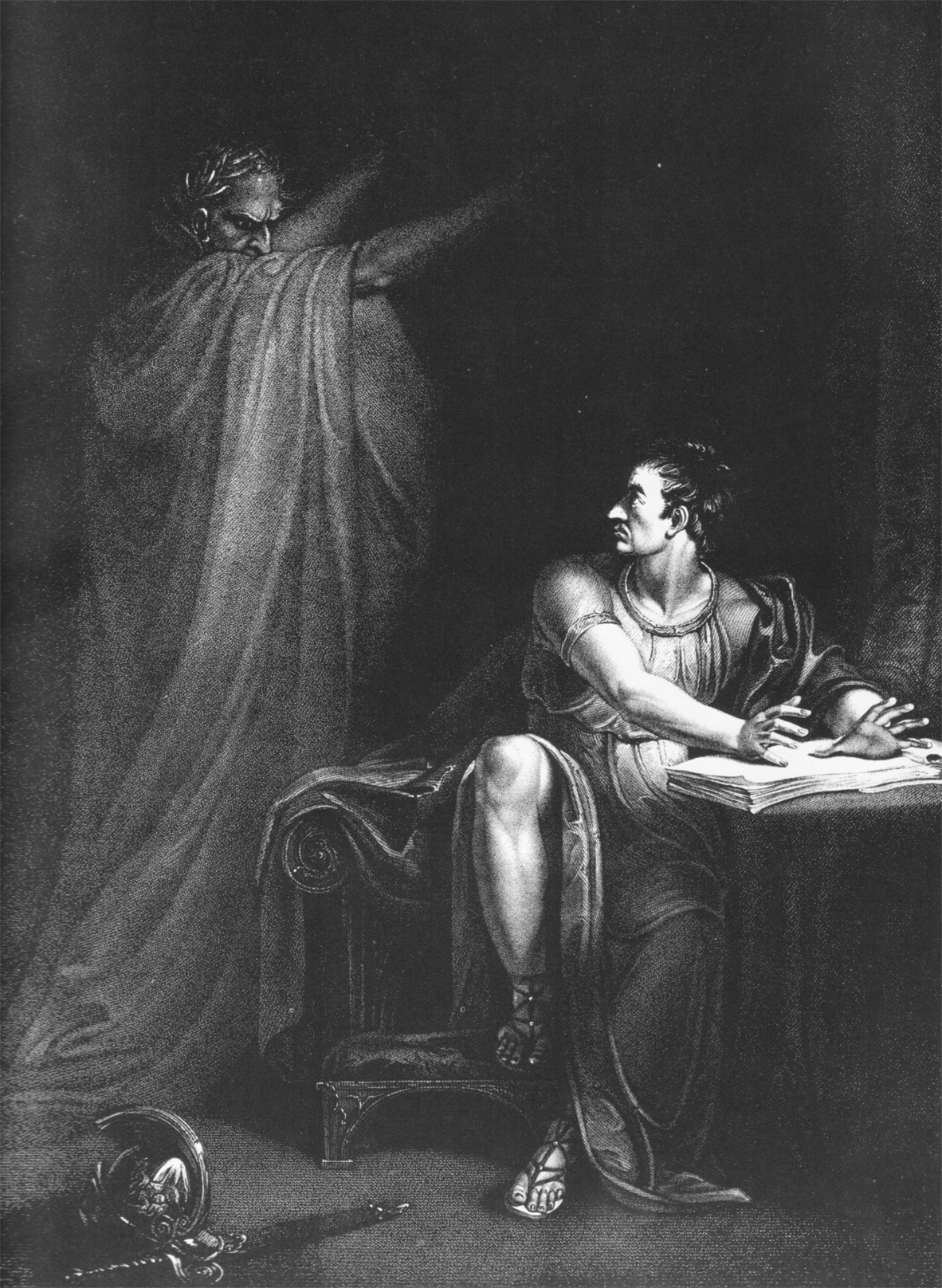

《줄리어스 시저의 비극》(The Tragedy of Julius Caesar)은 영국의 극작가 윌리엄 셰익스피어가 집필하여 1599년 초연된 희곡으로 비극에 속한다. 율리우스 카이사르의 살해라는 중요 사건을 극화한 이 작품은 다양한 인간성과 권력, 그리고 현실과 이상에 대한 작가의 심오한 성찰을 보여주는 작품이다. 또한 안토니우스와 브루터스의 연설 등 수많은 명대사와 명구가 등장하는 작품이기도 하다. 희곡 제목과는 반대로, 작중 등장인물 가운데 카이사르보다는 브루터스에 더 초점을 맞추고 있다.

## 배경
'시저 살해'라는 로마 역사의 특별한 사건을 배경으로 삼고 있는 셰익스피어의 희곡이다. 셰익스피어는 플루타르코스의 《영웅전》을 참고해 이 극을 썼지만 플루타르코스보다 부정적으로 ‘시저’를 재현했다. 셰익스피어의 작품 속 시저는 미신을 믿는가 하면, 전쟁터에서 발작을 일으키기도 하고 타이버 강물의 격랑에 휩쓸려 허우적거리기도 한다. 그러나 브루터스의 덕성이 강조되고 있는 이 작품에서도 시저의 비중은 적지 않다. 죽음 이후에도 시저는 모든 등장인물들의 삶에 영향력을 행사하는 거대한 힘으로 남아 있다.
이 작품에서 첫 번째로 주시해야 할 점은 ‘언어의 힘’이다. 시저의 죽음을 애도하는 자리에서 브루터스는 이성적인 어조로 시저를 살해한 동기를 밝혀 군중을 설득한다. 반면 안토니는 격정적인 어조로 군중의 마음을 돌려놓는다. 브루터스를 고결한 인물이라 칭송했던 군중은 안토니의 연설 이후 격앙되어 폭동을 일으킨다. ‘언어의 힘’과 함께 주목해야 할 점이 바로 이 과정에서 드러나고 있는 권력과 군중의 관계다. 군중은 일관성 없고 비이성적인 모습으로 그려지고 있으나 권력의 향배가 이들 손에 달려 있기 때문이다.
마찬가지로 ‘브루터스’라는 인물에 주목해야 한다. 타이틀은 ‘줄리어스 시저’지만, 중심인물은 ‘브루터스’다. 브루터스는 고결하고 이성적이며 모든 로마인들의 사랑과 존경을 받는 인물로 그려지고 있다. 안토니조차 브루터스의 덕성을 인정한다. 때문에 냉혹한 현실에 부딪쳐 패배했음에도 불구하고, 브루터스에 대한 동정과 연민은 극대화되고 있다. 현대에도 살아 숨쉬는 걸출한 인물 ‘브루터스’와 ‘안토니’를 통해 셰익스피어의 천재적인 감각을 확인할 수 있다.

## 참고 문헌
- 본 문서에는 지식을만드는지식에서 CC-BY-SA 3.0으로 배포한 책 소개글 중  "줄리어스 시저" 의 소개글을 기초로 작성된 내용이 포함되어 있습니다.